# Marco Sonnleitner
Marco Sonnleitner (* 16. Juli 1965 in München) ist ein deutscher Schriftsteller und Gymnasiallehrer, der insbesondere durch seine Beiträge zur Jugendkrimi-Reihe Die drei ??? bekannt wurde.

## Leben
Nach dem Abitur begann Sonnleitner 1985 ein Medizinstudium in Erlangen, das er 1987 in Heidelberg fortsetzte. Nach mehrmonatigen Aufenthalten in Amerika und Afrika entschloss er sich, dieses Studium abzubrechen. Mittlerweile Stipendiat der Studienstiftung des deutschen Volkes, begann er 1989 ein Lehramtsstudium der Fächer Deutsch, Geschichte und Sozialkunde. Seit 1996 ist er Lehrer am Bernhard-Strigel-Gymnasium in Memmingen.

## Werke

### Tom O’Donnell
Neben diversen Kurzgeschichten hat er zwischen 2002 und 2005 die vierteilige Jugendbuchserie Tom O’Donnell geschrieben. Dafür wurde er mit dem Literaturförderpreis des Wißner-Verlags ausgezeichnet.
| Band | Titel                        | Jahr |
| ---- | ---------------------------- | ---- |
| 1    | Feuer in Atlantis            | 2001 |
| 2    | Der Palast der Furien        | 2003 |
| 3    | Die Schlucht der toten Augen | 2004 |
| 4    | Der Krieg der Welten         | 2005 |

### Die drei???
Seit 2003 ist Sonnleitner als Autor für die Jugendbuch-Serie Die drei ??? aktiv. Neben einer Vielzahl von regulären Bänden, die auch als Hörspiele vertont wurden, schrieb er 2012 den Sonderband Dein Fall – Tödlicher Dreh und beteiligte sich an den Kurzgeschichtenbänden … und die Geisterlampe, Das Rätsel der Sieben sowie … und der Zeitgeist.
| Folgen-Nr.          | Titel                                  | Jahr |
| ------------------- | -------------------------------------- | ---- |
| 109                 | Gefährliches Quiz                      | 2003 |
| 110                 | Panik im Park                          | 2003 |
| 112                 | Schlucht der Dämonen                   | 2003 |
| 116                 | Codename: Cobra                        | 2004 |
| 120                 | Der schwarze Skorpion                  | 2004 |
| 123                 | Fußballfieber                          | 2005 |
| 126                 | Schrecken aus dem Moor                 | 2005 |
| 131                 | Haus des Schreckens                    | 2006 |
| 133                 | Fels der Dämonen                       | 2007 |
| 134                 | Der tote Mönch                         | 2007 |
| 138                 | Die geheime Treppe                     | 2007 |
| 140                 | Stadt der Vampire                      | 2008 |
| 141                 | … und die Fußball-Falle                | 2008 |
| 143                 | … und die Poker-Hölle                  | 2008 |
| 144                 | Zwillinge der Finsternis               | 2008 |
| 147                 | Grusel auf Campbell Castle             | 2009 |
| 151                 | Schwarze Sonne                         | 2009 |
| 153                 | … und das Fußballphantom               | 2010 |
| 156                 | Im Netz des Drachen                    | 2010 |
| 158                 | … und der Feuergeist                   | 2011 |
| 159                 | Nacht der Tiger                        | 2011 |
| Kurzgeschichtenband | … und die Geisterlampe (4 Geschichten) | 2011 |
| 164                 | Fußball-Teufel                         | 2012 |
| Sonderband          | Dein Fall - Tödlicher Dreh             | 2012 |
| 168                 | GPS-Gangster                           | 2012 |
| Kurzgeschichtenband | Das Rätsel der Sieben (1 Geschichte)   | 2012 |
| 171                 | … und das Phantom aus dem Meer         | 2013 |
| 174                 | … und das Tuch der Toten               | 2013 |
| 176                 | … und der gestohlene Sieg              | 2014 |
| Kurzgeschichtenband | … und der Zeitgeist (1 Geschichte)     | 2014 |
| 179                 | Die Rache des Untoten                  | 2014 |
| 182                 | Im Haus des Henkers                    | 2015 |
| 187                 | … und das silberne Amulett             | 2016 |
| 193                 | Schrecken aus der Tiefe                | 2017 |
| 199                 | Der grüne Kobold                       | 2018 |
| 204                 | Das rätselhafte Erbe                   | 2019 |
| 209                 | Kreaturen der Nacht                    | 2020 |
| 213                 | Der Fluch der Medusa                   | 2020 |
| 221                 | Der Knochenmann                        | 2022 |
| 228                 | Der Tag der Toten                      | 2023 |
| 232                 | Die Nacht der Gewitter                 | 2024 |

2013 veröffentlichte Sonnleitner seinen ersten Kriminalroman für Erwachsene, Blutzeugen. Dieses Buch ist der erste Teil einer Reihe um den fiktiven Hauptkommissar Bartholomäus Kammerlander aus München. Der zweite Band, Kinderland, erschien 2014.